# George Stell
George Stell (* 2. Januar 1933 in Sea Cliff, New York; † 22. Dezember 2014) war ein US-amerikanischer Physiker, der wichtige Beiträge auf dem Gebiet der statistischen Mechanik von Flüssigkeiten leistete.

## Leben
George Stell studierte am Antioch College in Yellow Springs, Ohio, wo er 1951 den B.Sc. erwarb. Nach einem Aufenthalt an der University of Illinois ging er an das Institute of Mathematical Sciences der New York University. Dort wurde er 1961 mit einer Arbeit zur Flüssigkeitsphysik Solutions of the Hierarchy Equations of Statistical Mechanics for Mixtures promoviert. Die Theorie der fluiden und ungeordneten physikalischen Systeme war danach weiterhin sein Arbeitsgebiet, und 1964 publizierte er einen grundlegenden Artikel zur Clusterentwicklung für klassische Vielteilchensysteme im thermodynamischen Gleichgewicht. Nach seiner Promotion war er Postdoc an der Belfer Graduate School of Science der Yeshiva University und arbeitete bei Joel Lebowitz. 1965 wurde er Associate Professor am Polytechnic Institute of Brooklyn. 1968 wechselte er an die Stony Brook University, an der er die folgenden 46 Jahre tätig war, ab 1979 am Department of Chemistry and Engineering und seit 2001 als Distinguished Professor. Gastaufenthalte in Europa führten in unter anderem an die Universität Trondheim (NTNU) in Norwegen und an die Universität Paris-Süd. Sein spezielles Interesse galt der Berechnung der thermodynamischen Eigenschaften verschiedenartiger fluider Systeme (darunter einkomponentige dipolare Fluide, ionische Fluide, Systeme mit Yukawa-Potential, molekulare, assoziierte und polymerisierende Fluide) bei unterschiedlichen äußeren Bedingungen mittels Anwendung von Integralgleichungsmethoden in der statistischen Physik. Mit seinen Mitarbeitern gelangen ihm bedeutende methodische Fortschritte bei der Lösung der Ornstein-Zernike-Gleichung.
1976 wurde er Fellow der American Physical Society, und 1984 erhielt er ein Guggenheim-Stipendium. 1992 wurde er zum Mitglied der Norwegischen Akademie der Wissenschaften gewählt. 1993 erhielt er die Lars Onsager Professur der NTNU in Trondheim und 1996 den Joel Henry Hildebrand Award der American Chemical Society.